# Känguruöns jättekänguru
Känguruöns jättekänguru (Macropus fuliginosus) är ett pungdjur i familjen kängurudjur. Ett alternativt svenskt namn är Västlig grå känguru.

## Kännetecken
Hanar når en kroppslängd (huvud och bål) av 1,0 till 1,4 meter och därtill kommer en cirka 1 meter lång svans. Honor är med en kroppslängd av 0,8 till 1,2 meter och en svanslängd av 75 cm tydligt mindre. Vikten ligger vanligen vid omkring 28 kg men kan hos vissa individer vara upp till 54 kg. Pälsen har en gråbrun till mörkbrun grundfärg. Buken och extremiteternas insida är ljusare till vitaktig och svansens spets är oftast mörkare till svart. Liksom flera andra kängurudjur kännetecknas arten av långa muskulösa bakre extremiteter, korta främre extremiteter, en kraftig svans samt ett långsträckt huvud med stora öron.

## Utbredning och habitat
Utbredningsområdet sträcker sig över nästan hela södra Australien. Regionen sträcker sig från södra Western Australia över South Australia och New South Wales till södra Queensland. Som namnet antyder förekommer den även på Känguruön (där med en särskild underart, M. f. fuliginosus) men inte på Tasmanien. Arten lever i olika habitat som öppna skogar, gräsland och hedområden. Viktig är den blandningen med träd som ger skugga och öppna ytor med föda. Ibland hittas Känguruöns jättekänguru i närheten av människans boplatser, till exempel på golfbanor.

## Levnadssätt
Djuret är främst aktivt mellan skymningen och gryningen. På dagen vilar de i skuggan av träd och buskar. Liksom flera andra kängurudjur har de två olika rörelsesätt, det långsamma på fyra fötter med svansen som stöd och det snabba hoppande på de bakre extremiteterna.
Känguruöns jättekänguru bildar ofta mindre grupper men dessa är inte fasta. Ibland förenar sig flera flockar till stora grupper med upp till 50 individer. Honor stannar vanligen i närheten av modern, även när de själv föder ungar. En dominant hanne lever under parningstiden tillsammans med honorna och lämnar gruppen efter lyckad parning. Andra hannar lever i egna grupper och strider mot alfahannen för att själv få parningsrätt. Under striden biter de och slår med sina främre extremiteter. En hanne vistas i ett revir av upp till 500 hektar storlek men territoriet överlappas med andra hannars revir.
Arten är växtätare och livnär sig främst av gräs, blad, bark och kvistar från buskar. Den täcker sitt vätskebehov främst med födan och behöver sällan dricka. Känguruöns jättekänguru har många mikroorganismer i magsäcken som hjälper vid ämnesomsättningen.

## Fortplantning
Honor kan para sig hela året men ungarna föds vanligen under våren eller sommaren. Dräktigheten varar i cirka 30 dagar och sedan föds vanligen ett ungdjur (sällan två). Ungen kravlar själv fram till pungen och suger sig fast vid en spene. I motsats till flera andra kängurudjur parar sig honan inte direkt efter födelsen.
Efter cirka 280 dagar lämnar ungdjuret pungen för första gången och efter ungefär ett år lämnar ungen pungen för alltid. Ungar dias tills de är 17 månader gamla och efter cirka två år är de könsmogna. För vissa honor kan det dröja tre år och för vissa hanar sex år tills de är könsmogna.
Individer i fångenskap blev upp till 20 år gamla men i naturen blir de sällan äldre än 10 år.

## Hot
Vuxna individer har inga naturliga fiender men ungdjur faller ibland offer för dingon. Det enda riktiga hotet utgörs idag av människan, men populationen decimerades inte så starkt som beståndet av andra kängurudjur. Tidigare jagades Känguruöns jättekänguru för köttets och pälsens skull eller för att den härjade i människans planteringar. Idag är jakten begränsad och arten listas av IUCN som livskraftig (LC).

## Systematik
Arten tillhör släktet Macropus som även innefattar vallabyer och andra jättekänguruer. Djurets närmaste släkting är grå jättekänguru. Röd jättekänguru är däremot en mera avlägsen släkting.
Artepitetet i det vetenskapliga namnet är bildat av det latinska ordet fuliginosus (sotfärgat). Det syftar på pälsfärgen.